# Sofia Rudieva
Sofia Andreyevna Rudieva (en ruso: София Андреевна Рудьева; Leningrado, 15 de noviembre de 1990) es una modelo rusa, coronada Miss Rusia en 2009.

## Biografía
Anteriormente había estudiado actuación, y a la edad de quince años se unió a una agencia de modelaje, cuando participó en Miss Rusia 2009, ya había acumulado numerosas experiencias en desfiles de moda profesionales.
En marzo de 2009, fue galardonada con el título de Miss Rusia 2009, y ganó un premio de 100.000 dólares. En el momento de su victoria, la modelo rusa declaró que tenía la intención de donar gran parte del premio a la beneficencia, para ayudar a los animales sin hogar.
Tras la victoria, fue nombrada representante oficial de Rusia para la competencia internacional Miss Universo 2009, que se celebró en las Bahamas en agosto de 2009. Para prepararse para el evento, Sofia Rudieva estudió para mejorar el dominio de su inglés. El título fue conquistado por la venezolana Stefanía Fernández, mientras que Rusia ni siquiera logró llegar a las semifinales.